# Karl Ludwig Gronau
Karl Ludwig Gronau (* 7. Juni 1742 in Berlin; † 8. Dezember 1826 ebenda), Spitzname Wetterpfarrer, war ein deutscher evangelisch-reformierter Pfarrer und Meteorologe. Er gilt als Begründer der wissenschaftlichen Wetterbeobachtung in Berlin.

## Leben
Gronau entstammte einer Lehrerfamilie, die im 17. Jahrhundert im Bergischen Land lebte, und war der Sohn des Pfarrers Johann Hermann Gronau und der Luise von Bergen (??–1746), Schwester des Anatomen Karl August von Bergen.
Gronau war wie zuvor sein Vater von 1796 bis 1821 der 1. Prediger an der Parochialkirche in Berlin. Außerdem war er begeisterter Naturwissenschaftler, interessierte sich besonders für die Entomologie und arbeitete bereits seit seinem 14. Lebensjahr (1756) in der Wetterforschung. Er besuchte ab 1756 das Joachimsthalschen Gymnasium und studierte ab 1760 Theologie an der Universität Frankfurt (Oder). Anschließend war er sechs Jahre Hofmeister des späteren Geheimen Kriegsrats Ludwig Clamor de la Chevallerie Freiherr von La Motte in Berlin.
Im Jahr 1769 wählten ihn die Hausväter der Berliner Parochialgemeinde nach seines Vaters Tod als dessen Nachfolger zunächst zu ihrem 3. Prediger, 1776 wurde er schon 2. Prediger. Ein Jahr später heiratete er am 8. April 1777 Johanne Hermann, die Witwe seines Amtsvorgängers Scharden, bereits Mutter von fünf Kindern. Er selbst hatte aus seiner Ehe nur einen Sohn, der Prediger in Köpenick wurde.
Im Jahr 1796 wurde Gronau schließlich 1. Prediger. Aus Anlass seines 50. Amtsjubiläums verlieh ihm der preußische König im Jahr 1820 den Roten Adlerorden 3. Klasse, und die Universität Berlin verlieh ihm die Ehrendoktorwürde der Theologie.
Gronau führte von 1756 bis zum 30. November 1826, also 70 Jahre lang bis zu seinem Tod, seit 1774 mit Thermometer und Barometer regelmäßig Wetterbeobachtungen durch und zeichnete diese auf. Damit hatte er einen wesentlichen Anteil am Zustandekommen der fast kontinuierlichen 300-jährigen Berliner Temperaturreihe. Außerdem beobachtete er die Winter-Temperaturschaukel zwischen Grönland und dem nördlichen Europa mit Bezug auf Deutschland. Aus den Angaben über Meereis, das zu jener Zeit von großem Interesse für Walfang und Robbenjagd war, beschrieb Gronau anhand eigener Vergleiche im Jahr 1811 die Zusammenhänge zwischen den außergewöhnlichen Wintern in Grönland und Deutschland für die Periode 1709–1800.
Er war Mitglied der „Gesellschaft naturforschender Freunde zu Berlin“, deren ordentliches Mitglied er 1782 wurde. Später wählte ihn die Gesellschaft zu ihrem Bibliothekar. Auch privat baute er sich eine ansehnliche Bibliothek vor allem naturwissenschaftlicher Werke auf.
Gronaus Urenkel war der preußische General der Artillerie und 1913 in den preußischen Adelsstand erhobene Hans von Gronau, dessen Sohn der Ozeanflieger Wolfgang von Gronau.

## Orden und Ehrenzeichen
- Roter Adlerorden 3. Klasse (1820)

## Schriften
- Versuch einiger Beobachtungen über die Witterung der Mark Brandenburg, besonders in der Gegend um Berlin. In: Allgemeine Literatur-Zeitung, Band 3 (Nr. 261), Verlag Lange, Berlin + Stralsund 1794
- Ueber die vom Himmel gefallenen Steine. Verlag Dieterici u. Mittler, 1808